# فرانسيسكو دي أنغيليس
فرانسيسكو دي أنغيليس (بالإيطالية: Francesco De Angelis)‏ هو عازف كمان إيطالي، ولد في 5 يناير 1971 في نابولي في إيطاليا.

## وصلات خارجية
- فرانسيسكو دي أنغيليس على موقع ميوزك برينز (الإنجليزية)
- فرانسيسكو دي أنغيليس على موقع ديسكوغز (الإنجليزية)